# Ootlashoot
Ootlashoot, jedno od neidentificiranih plemena koja spominju Lewis i Clark, navodeći ih uz Micksucksealtone i Hohilpose kao jedno od plemena Tushepawa. Hodge za njih također kaže da su neidentificirana skupina koja je možda označavala kitunahanska i (ili) šahaptinska plemena.
Lewis i Clark kažu da su (1805-1806) u proljeće i ljeto živjeli na rijeci Clarke, a u jesen i zimu na Missouriju i njenim pritokama. Populacija im po istom izvoru iznosila 400 u 33 nastambe